# Арданово
 Тази статия е за селото в Пинд.  За селото в Закарпатската област вижте Арданово (Украйна).  
Арданово (на гръцки: Αρδάνοβο) е село в дем Аргития, Тесалия. Арданово е най-югозападното село в на Тесалия.
Арданово се намира на река Ахелой в центъра на Пинд. Близо до селото и малко по-надолу по течението на реката се намира един от известните епирски мостове, построен през 1907 г. – по османско време.
През 1981 г. в Арданово живеят за постоянно 40 жители, а през 1991 г. – 44.